# Her Luck in London
Her Luck in London é um filme de drama mudo britânico de 1914, dirigido por Maurice Elvey e estrelado por A. V. Bramble, Fred Groves e M. Gray Murray. Foi baseado na peça homônima de Charles Darrell.

## Elenco
- A. V. Bramble - Honourable Gerald O'Connor
- Fred Groves - Richard Lenowen
- M. Gray Murray - Stephen Harbourne
- Elisabeth Risdon - Nellie Harbourne